# Daniel Paschoalin
Daniel Morais Paschoalin (Santa Rita do Passa Quatro, 1981), também conhecido como Daniel Paschoalin, "dmp" e Daniel DMP, é um arquiteto e artista visual brasileiro.

## Educação e carreira
Daniel Morais Paschoalin é arquiteto pelo Departamento de Arquitetura e Urbanismo da Escola de Engenharia de São Carlos e mestre pelo Instituto de Arquitetura e Urbanismo da Universidade de São Paulo. Atuou como professor de ensino superior nas áreas de desenho e escultura por dez anos, período em que iniciou sua carreira artística, participando de exposições coletivas com o projeto "Artista, Professor, Propositor" (2015 a 2018) junto a colegas docentes do curso de Artes Visuais da Faculdade de Administração e Artes de Limeira - SP, além de participações em feiras, mostras e salões de arte. Nesse período, também organizou percursos urbanos de fotografia e desenho (urban sketch). Atualmente, trabalha como agente cultural, com foco na pesquisa da história das artes visuais na cidade de São Carlos, SP. Em 2023 foi curador da exposição "Artistas de São Carlos 80/20" reunindo obras de artistas da cena local do município nos anos de 1980 e 2020.

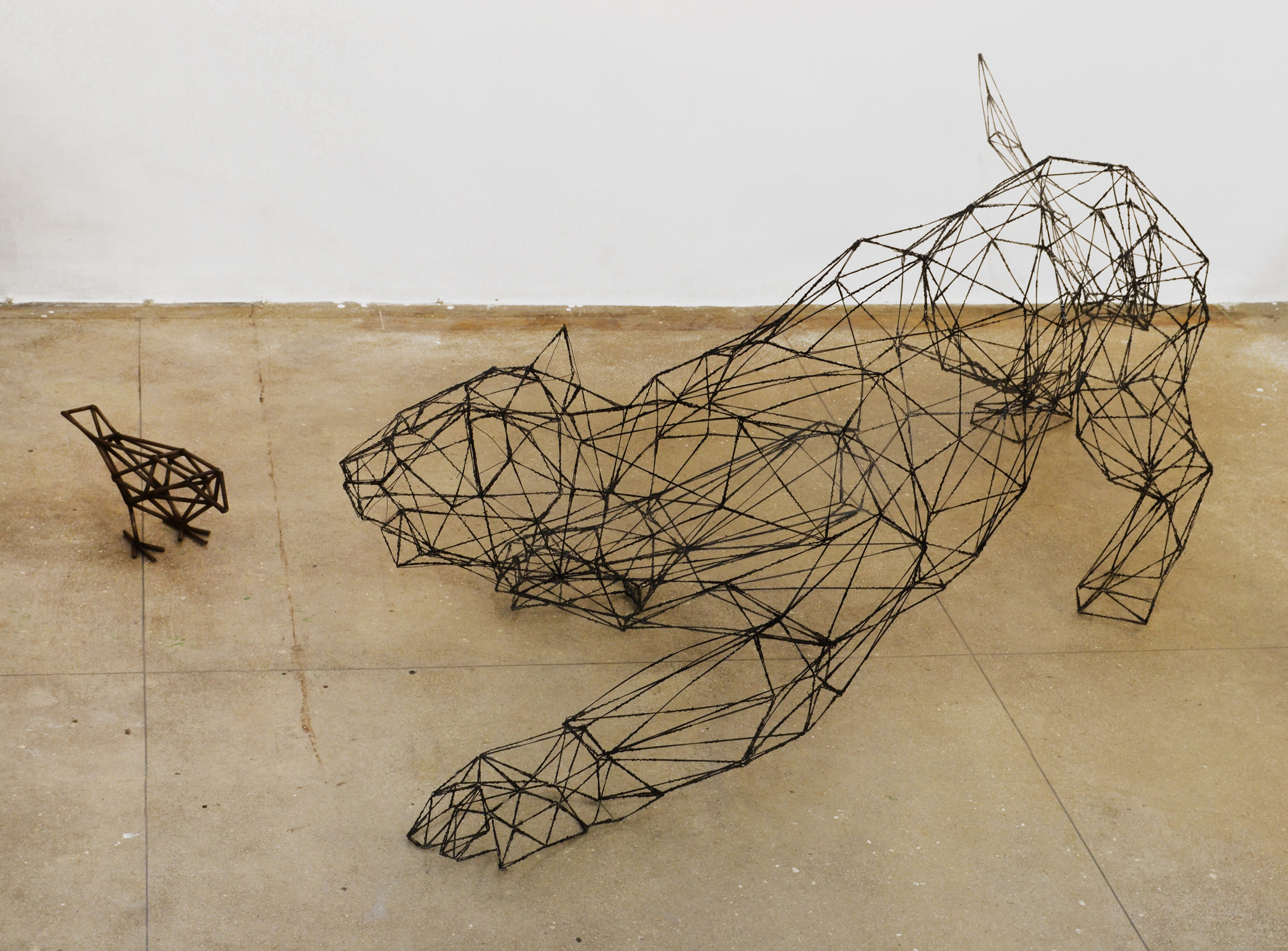
Daniel Morais Paschoalin - Rinha (2018). Instalação/Escultura

Tem obras em coleções particulares e obras premiadas em acervos municipais do Estado de São Paulo como Piracicaba (2017, 2019 e 2023), Araraquara (2020, 2022), Guarulhos (2020)  e Vinhedo (2022). Em 2021, doou a obra intitulada "Asas"(2020) para o Hospital Universitário da UFSCAR, Seu trabalho tem uma relação muito próxima com o desenho, quer seja sobre tradicionalmente sobre o plano, mas também na forma de elementos tridimensionais, como em suas esculturas realizadas em arame de aço galvanizado.   Sua pesquisa poética procura conciliar aspectos como engajamento social, fabricação digital e valorização do trabalho artesanal, na utilização de técnicas como assemblage com uso de materiais simples e acessíveis, com referência à arte povera italiana. Na série "Multitudes", por exemplo, o artista realiza instalações escultóricas compostas por múltiplas pequenas figuras, criados a partir de pregadores de roupa usados.

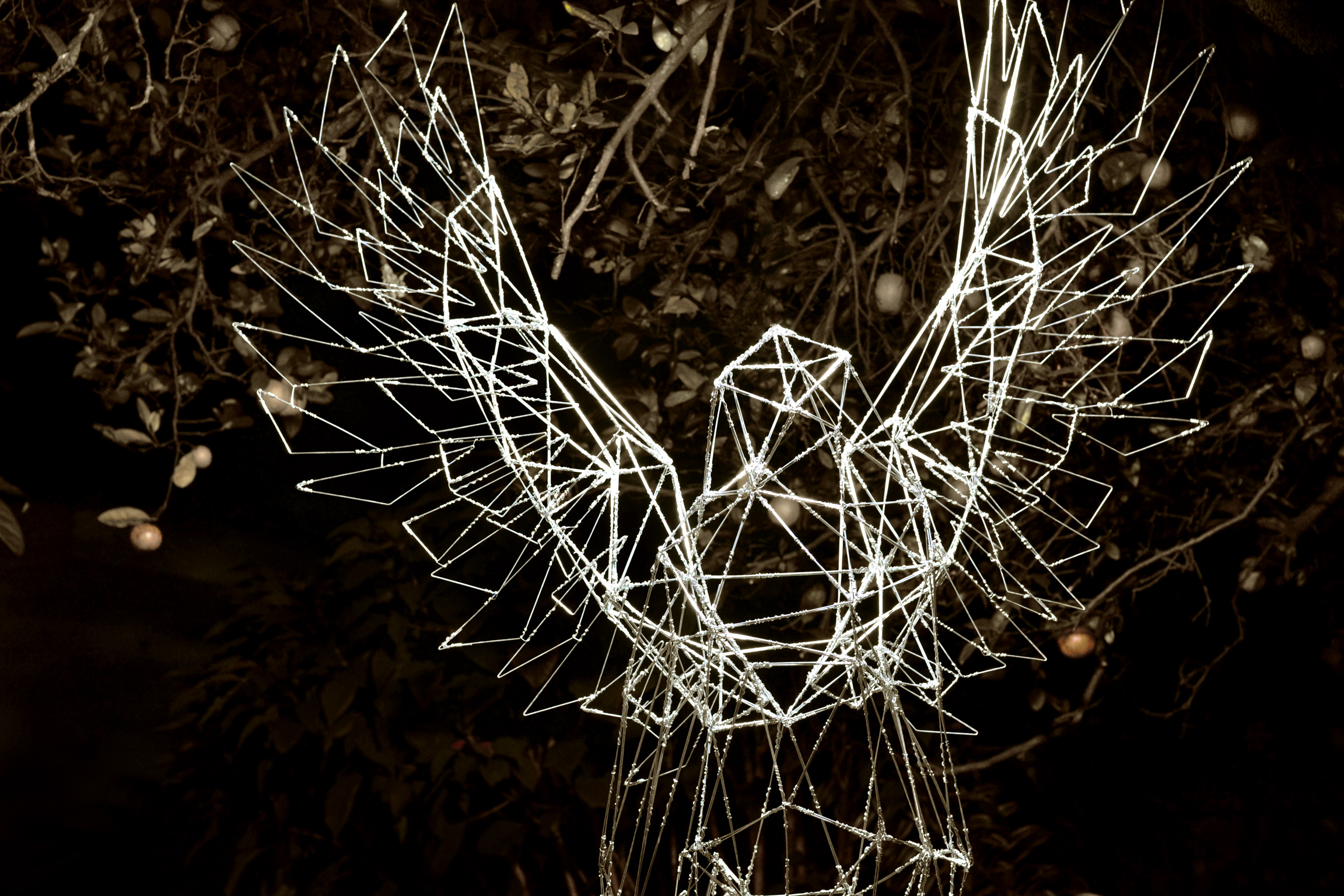
Daniel Morais Paschoalin - Asas (2020). Escultura

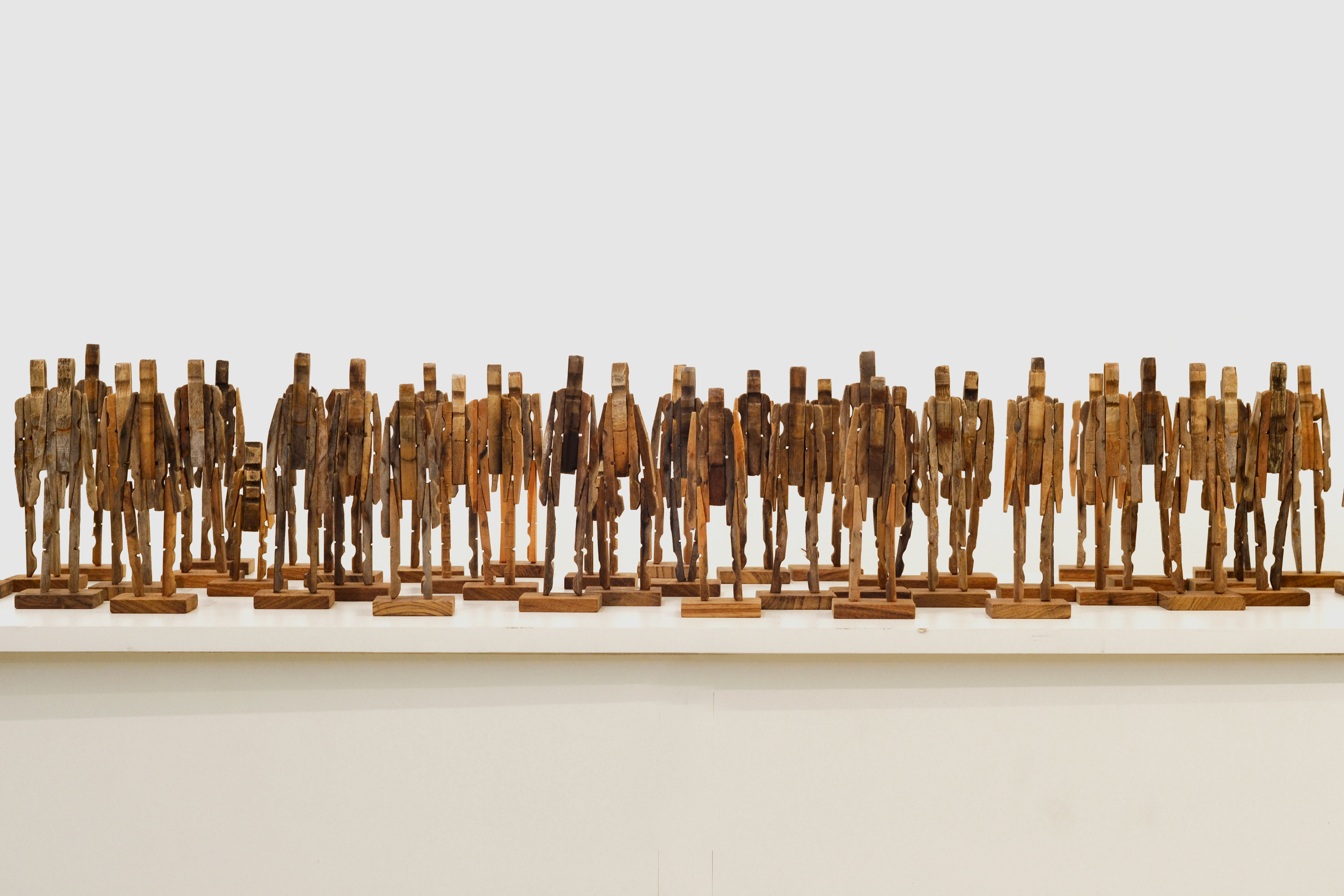
Multitudes (2018) (detalhe). Instalação/Escultura.

## Exposições
- 2023 - 52º Salão de Arte Contemporânea de Piracicaba, Parque do Engenho Central, Piracicaba, SP.[19]
- 2023 - “Artistas de São Carlos 80/20”, Centro Cultural USP São Carlos. (Exposição Coletiva) [7][8][9]
- 2023 - "No Espaço Um Traço", Galeria Angelina Messenberg, Bauru-SP (Exposição Individual)[20]
- 2022 - Salão de Artes Visuais de Vinhedo, SP.[13]
- 2022 - 19º Território da Arte de Araraquara, Palacete das Rosas, Araraquara, SP.[2][12]
- 2021 - “Multitudes: Folia e Procissão” - Circuito Sesc de Artes, Sesc Unidade São Carlos e Casa da Cultura de Torrinha, SP (Instalação).  [21]
- 2021 - 17º Salão Nacional de Arte Contemporânea de Guarulhos, SP[2]
- 2020 - 16º Salão Nacional de Arte Contemporânea de Guarulhos, SP[2]
- 2020 - 17º. Território da Arte de Araraquara, Araraquara, SP (exposição virtual)[22]
- 2020 - 83º Salão Ararense de Artes Plásticas Antônio Roldini (exposição virtual)[2][23]
- 2019 - 51º Salão de Arte Contemporânea de Piracicaba, Pinacoteca Municipal Miguel Dutra, Piracicaba, SP [2][11]
- 2017 - Linhagens: Esculturas de Daniel Paschoalin" - Festa! Festival de Aprender Sesc, Unidade São Carlos (Instalação).[24]
- 2017 - 49º Salão de Arte Contemporânea de Piracicaba, Pinacoteca Municipal Miguel Dutra, Piracicaba, SP [2][11]
- 2017 - Artista | Professor | Propositor, Centro Cultural UFSJ (Exposição Coletiva).[25]
- 2016 - “O que te faz correr pedalar…, Sesc Verão Unidade Bauru, SP (Instalação).”[26]
- 2016 - "Tectônica - Kena + Paschoalin", no Centro Cultural e Biblioteca da Escola de Engenharia da USP São Carlos, SP (Exposição Coletiva).[27]
- 2015 - 33o. SAPLARC - Salão de Artes Plásticas de Rio Claro, SP.[28]
- 2015 - Exposição Artista | Professor | Propositor - MAC Americana (Exposição Coletiva).[29]

## Prêmios e reconhecimentos
- 2023 - 52º Salão de Arte Contemporânea de Piracicaba – Prêmio Aquisitivo Prefeitura Municipal de Piracicaba[19]
- 2022 - 19º Território da Arte de Araraquara, com a obra “Rinha”(prêmio)[3][15][12]
- 2022 - Salão de Artes Visuais de Vinhedo - Prêmio Aquisitivo, com a obra "SUS"[13]
- 2020 - 83º Salão Ararense de Artes Plásticas Antônio Roldini - Moção de Congratulação[30]
- 2020 - 17º Território da Arte de Araraquara (prêmio)[22]
- 2020 - 16º Salão Nacional de Arte Contemporânea de Guarulhos, com a obra "Multitudes" (prêmio)[2]
- 2019 - 51º Salão de Arte Contemporânea de Piracicaba - Prêmio Aquisitivo Prefeitura de Piracicaba[31]
- 2017 - 49º Salão de Arte Contemporânea de Piracicaba - Prêmio Aquisitivo Prefeitura de Piracicaba[2][11]